# 奮起湖車庫
奮起湖車庫，是臺灣阿里山林業鐵路奮起湖車站的附設車庫，位於嘉義縣竹崎鄉奮起湖，現為縣定古蹟。
奮起湖車站是阿里山林業鐵路中途最大站，奮起湖車庫便成為火車頭最重要的休息與保養場所。早年使用蒸汽火車頭的時代，不論上山或下山，都要在這裡加水或補充煤炭，並更換蒸汽火車頭之後才繼續上路。1985年（民國74年），奮起湖車庫改為舊蒸汽火車展示場。
2009年3月2日，登錄為縣定古蹟。
2024年5月7日，奮起湖最美的古蹟「奮起湖車庫」開放標租，將委外招商打造特色商店。
2024年10月25日，由薰衣草森林旅遊集團於該場域試營運，店內以嚴選嘉義質感選物、阿里山咖啡物產與在地風味霜淇淋(櫻花、烏龍茶、山葵)，打造南臺灣熱門新景點！其中山葵風味霜淇淋使用阿里山名產山葵，打造溫和不嗆辣的絕妙風味。灑上切碎山葵在霜淇淋上，是只有奮起湖才品嚐得到的滋味。